# Брадати сакита
Брадатите сакита (Chiropotes) са род Широконоси маймуни от семейство Pitheciidae разпространени в източните и централни райони на Амазония, на територията на южна Венецуела, Гаяна, Суринам, Френска Гвиана и северна и централна Бразилия. Различават се 5 съвременни вида изолирани един от друг от по-големите реки. Отличават се от останалите сакита главно по внушителната брада на мъжките и характерната качулка на главата.
Брадатите сакита са активни през деня. Живеят високо в короните на дърветата на групи от по 18 до 30 животни, които представляват сбор от няколко отделни подгрупи обединени около доминираща двойка. Комуникират помежду си със звуци подобни на птиче цвърчене и подсвирвания. Хранят се главно със семена и ядки, които разчупват с отлично приспособените си за целта зъби, но ядат също плодове, пъпки, листа, насекоми и други безгръбначни. Съжителстват мирно с други маймуни и често могат се видят в смесени стада с капуцини или саймирита. Нощуват по най-високите дървета в гората вкопчени в някой по-дебел клон завивайки се с дългата си пухкава опашка и никога не прекарват две поредни нощи на едно и също дърво.
Веднъж годишно след около 5-месечна бременност женската ражда по едно малко, което започва още на третия месец да се отделя от майка си. Полова зрялост достигат на 4 години и живеят около 15 години.

## Класификация
До неотдавна брадатите сакита се деляха само на два вида: C. albinasus и C. satanas, но впоследствие от последния се отделят таксоните utahickae и chiropotes като различни видове, а третирането на описаните през 2003 г. C. israelita като пети вид, или като разновидност на C. chiropotes е все още спорно.
- семейство Pitheciidae – Сакови
  - подсемейство Pitheciinae
    - род Chiropotes – Брадати сакита
      - Chiropotes satanas – Черно брадато саки, сатанинско саки
      - Chiropotes utahickae – Ута-Хиково брадато саки
      - Chiropotes chiropotes – Червеногърбо брадато саки
      - Chiropotes (chiropotes) israelita – Кафявогърбо брадато саки
      - Chiropotes albinasus – Белоносо саки